# Yoshikazu Mera
Yoshikazu Mera (米良 美一, Mera Yoshikazu;Saito, 21 mei 1971) is een Japanse contratenor.
Oorspronkelijk wilde hij een popartiest worden, maar tegenwoordig zingt hij vooral klassieke muziek. Mera heeft een bereik van drie en een half octaaf. Hiermee zingt hij hoger dan een tenor, maar lager dan een alt. Hij begon zijn muziekstudie als tenor maar schakelde later over naar contratenor.

## Aandoening
Hij werd geboren met osteogenesis imperfecta waardoor hij zeer broze botten heeft. Hierover sprak hij openlijk in een documentaire over zijn jeugd. Deze documentaire heette "米良美一の實話" (Het ware verhaal van Yoshikazu Mera).

## Discografie
- 1993 - Petite Messe Solenelle (Rossini)
- 1994 - Skylark (Leonard Bernstein ) Onder leiding van Kazuyoshi Akiyama
- 1997 - Mononoke Hime (Hayao Miyazaki)
- 2006 - Belcanto Duets (Purcell, Bach, Haendel, Mozart, Offenbach) met Edita Gruberova Onder leiding van Friedrich Haider

- Bibsys: 4056398
- CiNii: DA12133544
- Gemeinsame Normdatei: 1089880634
- International Standard Name Identifier: 0000 0000 8261 5869
- Library of Congress Control Number: no98066092
- MusicBrainz: 71d23cbd-b577-41ca-ad96-ab5b59f55536
- Bibliotheek van het Japanse parlement: 00665043
- Nationale Bibliotheek van Israël: 987007337319405171
- Nationale Bibliotheek van Polen: a0000002507348
- Système universitaire de documentation: 154706043
- Virtual International Authority File: 71008021
- WorldCat: E39PBJdx4kgt4qHjkMkhvXGvHC